# Малая Деребчинка
Малая Деребчинка (укр. Мала Деребчинка, пол. Derebczynka, Derebczyńce) — село на Украине, находится в Шаргородском районе Винницкой области.
Код КОАТУУ — 0525381205. Население по переписи 2001 года составляет 262 человека. Почтовый индекс — 23532. Телефонный код — 4344.
Занимает площадь 10,471 км².

## Адрес местного совета
23532, Винницкая обл., Шаргородский р-н, с. Деребчин, ул. Ленина, 93; тел. 2-84-46. До 1960 года Малая Деребчинка имела собственный поселковый совет.